# More Than You Know (musikalmelodi)
More Than You Know är en populär sång med musik av Vincent Youmans och text av Billy Rose och Edward Eliscu. Sången publicerades 1929. Numret är ursprungligen ur musikalen Great Day som spelades på Broadway där den framfördes av Mayo Methot. Via radio blev den senare populär genom sångerskan Jane Froman.
Sången var därefter med i två musikalfilmer: Hit the Deck (1955), framförd av Tony Martin och i Funny Lady (1975), framförd av Barbra Streisand. Den har spelats in av flera artister och av skådespelaren Brent Spiner på hans album "Ol' Yellow Eyes Is Back", från 1991.